# Daniel Tejada
Daniel Eduardo Tejada Escobar, noto semplicemente come Daniel Tejada (22 novembre 1986), è un giocatore di calcio a 5 guatemalteco.

## Carriera
Come massimo riconoscimento in carriera vanta la vittoria, con la nazionale guatemalteca, del CONCACAF Futsal Championship 2008, primo titolo continentale della selezione centroamericana. Tejada ha inoltre partecipato a due edizioni della Coppa del Mondo (2008 e 2012), nella quale ha complessivamente disputato 7 partite e realizzato due reti, entrambe durante l'incontro del 7 ottobre 2008 vinto dai guatemaltechi per 10-1 contro la Cina.